# Amarbhumi
Amarbhumi (en népalais : अमरभुमी) est un comité de développement villageois du Népal situé dans le district de Baglung. Au recensement de 2011, il comptait 2 479 habitants.